# 李庆洲
李庆洲（？—）籍贯不详，中国共产党及中华人民共和国官员。

## 生平
1980年代，李庆洲任中央对台工作领导小组办公室副主任。1988年参与筹建国务院台湾事务办公室。1991年3月，中央对台工作领导小组与国务院台湾事务办公室合并为中共中央台湾工作办公室、国务院台湾事务办公室（一个机构两块牌子），李庆洲任办公室主任助理。同时担任办公室发言人。
后来，李庆洲调任福建省人民政府省长助理、福建省人民政府外事办公室主任。1998年5月，中共福建省委调整中共福建省委外事工作领导小组成员，由省委副书记、省长贺国强任组长，省委副书记何少川任副组长，小组成员有李庆洲（省长助理、省人民政府外事办公室主任）等人，领导小组办公室主任由李庆洲兼任。2005年7月8日，福建省人民政府任命宋克宁为福建省人民政府外事办公室主任，免去李庆洲的福建省人民政府外事办公室主任职务。此后，历任福建省翻译工作者协会会长、厦门市国际友好联络会会长等职务。